# Хрещений батько 3
«Хрещений Батько. Частина III» (англ. The Godfather Part III) — фільм 1990 року режисера Френсіса Форда Копполи — заключна частина гангстерської трилогії, в якій триває розповідь про сім'ю Карлеоне.
Через двадцять років після подій, описаних у попередній частині, Майкл Карлеоне (Аль Пачино) вирішує зайнятись легальним бізнесом. Однак протидія всередині клану змушує його згадати про випробувані криваві методи спілкування із супротивником, що призводить до трагічного підсумку.

## Сюжет
Через двадцять років після подій попереднього фільму сім'я Корлеоне все ще працює нелегально. Майкл, Хрещений батько сім'ї Корлеоне, намагається легалізувати свій бізнес — він тепер відомий філантроп, а його внески на благодійність заслужили йому навіть нагороду від Папи Римського — орден Святого Себастьяна. Як і попередні дві частини фільм відкриває святкування — цього разу з приводу нагородження Майкла. Він запрошує на свято всю родину, в тому числі свою колишню дружину та дітей. Його син Тоні заявляє, що не буде продовжувати юридичну кар'єру і збирається стати оперним співаком, а доньку Мері Майкл ставить на чолі благодійного фонду, в який Майкл вкладає сто мільйонів доларів для допомоги бідним мешканцям рідної Сицилії. Одночасно на святі Майкл влаштовує долю отця Ендрю, сина покійного Тома Гейгена, прилаштувавши його до Ватикану за допомогою архієпископа Гілдея.
На святі також з'являється Вінсент Манчіні, позашлюбний син старшого брата Майкла, Сантіно Корлеоне та дружки нареченої, з якою Сонні розважався на власному весіллі. До Вінсента має претензії Джой Заза, якому відійшов старий бізнес сім'ї Корлеоне в Нью-Йорку. Майкл вимагає від Вінсента помиритися з Джоєм, проте коли під час обіймів останній називає Манчіні «байстрюком», Вінсент відкушує Зазі шматок вуха. Запальна натура Вінсента нагадує Майклу загиблого брата і він вирішує навчити Манчіні стриманості задля отримання місця в «сім'ї»… Незабаром у квартиру Вінсента залазить двоє найманців, яких Манчіні вбиває, попередньо випитавши у них, що наймачем виступив Заза.
Тим часом до Майкла приходить за допомогою Гілдей — він, як керівник ватиканського банку, помилився, припустившись розтрати шаленої суми. В обмін на допомогу сім'ї Корлеоне, яка виплатить Ватикану 600 мільйонів доларів, Гілдей погоджується від імені Святого Престолу проголосувати за входження Корлеоне до ради директорів глобальної корпорації «Іммобіліаре», яка володіє землями в різних куточках світу — вкладення в неї практично всіх грошей сім'ї Корлеоне має зробити Майкла та його родину законними, чесними філантропами. На нараді проти цього рішення повстає інша частина акціонерів, яких очолює лідер італійської мафії дон Луккезі, проте останнє слово має сказати Папа Римський, який тяжко хворіє. Одночасно в США інші члени групи, що контролює разом з Корлеоне гральний бізнес у Неваді, вимагають від Корлеоне поділитися часткою в «Іммобіліаре», що ставить під загрозу весь його план з легалізації прибутків.
Старий товариш батька Майкла, дон Альтобелло, пропонує зустрітися з іншими членами групи та обговорити проблему. Майкл збирає нараду босів мафії в Атлантік-Сіті, де вручає всім своїм партнерам чеки з різними великими сумами пропорційно до їх внеску в спільну справу та оголошує про вихід з бізнесу — при цьому Заза не отримує нічого. Джой називає Корлеоне своїм ворогом і йде з наради, за ним поспішає дон Альтобелло. Лише вони двоє, та ще Майкл Корлеоне, якого виводить із зали Вінсент, лишаються в живих, оскільки відразу після того, як за Альтобелло зачиняються двері, нараду розстрілюють з кулемета на гелікоптері. В Римі справу з входженням до «Іммобіліаре» зупиняє за домовленістю з доном Луккезе сам архієпископ Гілдей.
Від стресу у Майкла стається напад діабету, в час кризи він розуміє, що головним автором всієї змови був не Заза, а сам Альтобелло, а можливо й хтось вищий за нього. Оскільки Майкл лежить в лікарні, Вінсент та Конні беруть справу у свої руки — люди Вінсента влаштовують бійку під час свята, під час якої Вінсент, перевдягнений в поліцейського, вбиває Джоя Зазу. Майкл, який приходить в себе, не схвалює вбивства і вирішує поїхати на Сицилію, поспілкуватися з доном Томмазіно щодо того, хто саме може йому шкодити на такому високому рівні. Дон Томмазіно каже, що єдиний бос мафії, який може впливати одночасно на сім'ї в США та на Ватикан — дон Луккезі й радить єдиного чесного кардинала у Ватикані, з яким можна обговорити цю проблему — Ламберто.
Тим часом Вінсент за завданням Майкла йде до Альтобелло, вдаючи невдоволеного Майклом, аби отримати його заступництво і допомогу в одруженні з донькою Майкла Корлеоне Мері. Альтобелло знайомить Вінсента з доном Луккезі, таким чином видаючи йому всю схему змови проти сім'ї Корлеоне. Кардиналу Ламберто Майкл розповідає про махінації Гілдея та швейцарського банкіра Кайнцига, які обікрали спочатку Ватикан, а тепер і самого Майкла. Після розмови Ламберто висповідає Майкла і відпускає йому гріх вбивства брата. Невдовзі помирає Папа Римський, новим Папою обирають Ламберто, який під іменем «Іоан Павло I» викриває Гілдея та Луккезі й затверджує входження до корпорації сім'ї Корлеоне. Наступного дня понтифіка отруює вбивця з-поміж ватиканських змовників.
Дон Альтобелло наймає вбити Майкла старого знайомого — найманого вбивцю Моску. Перевдягнені у священника Моска зі своїм сином зустрічаються дорогою до будинку Майкла дона Томмазіно і вбивають його після того, як той упізнає Моску. Шокований смертю старого друга і захисника Майкл передає владу в родині Вінсенту під зобов'язання розлучитися з Мері. Новий Хрещений батько Вінсент Корлеоне приймає знаки пошани від своїх підлеглих, а Майкл втікає з-під охорони й показує Кей Сицилію.
Фінал, як і з попередніми частинами, настає під час урочистої музичної сцени — цього разу опери «Сільська честь», де головну партію виконує дебютант, син Майкла Тоні. Під час опери Конні вручає дону Альтобелло отруєні солодощі, наймані вбивці Вінсента вбивають дона Луккезі, Кайнцига та архієпископа Гілдея, а Моска, який під виглядом священника пробрався в театр, знищує трьох тілоохоронців, яких Вінсент приставив до Майкла. Проте час, витрачений на їх вбивство, дає можливість Майклу вийти в коридор для розмови й Моска вирішує вбити його вже після вистави, на сходах театру. Він встигає випустити дві кулі — одна поцілює в спину Майклу, інша випадково вбиває Мері.
Через багато років старий і сивий Майкл сидить самотній в кріслі перед церквою в селі, назву якого його батько взяв собі за прізвище, і згадує доньку та дружину, яких він втратив. Помираючи він впускає з рук апельсин, який в кінотрилогії символізує смерть, та падає на землю. На відміну від його батька, свідком смерті якого випадково став онук, смерть Майкла навіть ніхто не бачить.

## Творці фільму

### Режисер
Френсіс Форд Коппола

### Автори сценарію
Маріо П'юзо та Френсіс Форд Коппола

### Продюсери
- Френсіс Форд Коппола — продюсер
- Грей Фредеріксон / Gray Frederickson[en] — копродюсер
- Чарльз Малвехілл / Charles Mulvehill — копродюсер
- Фред Рус / Fred Roos[en] — копродюсер
- Ніколас Гейдж / Nicholas Gage[en] — виконавчий продюсер
- Фред Фуш / Fred Fuchs[en] — виконавчий продюсер
- Маріна Гефтер / Marina Gefter — асоційований продюсер

### Актори та персонажі
- Аль Пачино — дон Майкл Корлеоне
- Даян Кітон — Кей Адамс-Майклсон
- Талія Шайр — Конні Корлеоне Ріцці
- Енді Гарсія — Вінсент Манчіні
- Елай Воллах — дон Альтобелло
- Джо Мантенья — Джоі Заза
- Джордж Гамілтон[en] — Б.Дж. Гаррісон
- Бріджит Фонда — Грейс Гамільтон
- Софія Коппола — Мері Корлеоне
- Раф Валлоне — Кардинал Ламберто
- Річард Брайт — Ал Нері
- Елб Мартіно — Джонні Фонтейн

### Композитор
Кармайн Коппола / Carmine Coppola

### Оператор
Гордон Вілліс / Gordon Willis

## Цікаві факти
Аль Пачино було запропоновано 5 мільйонів доларів за роль у фільмі. Пачино захотів сім мільйонів та відсоток від прокату стрічки, після чого обурений Коппола переписав сценарій, який мав починатись з похорону його героя, Майкла Корлеоне. Перед такою загрозою Пачино був змушений відступити і погодитись на п'ять мільйонів.